# Liste von Bibliotheken in den Niederlanden
Hier erfolgt eine unvollständige Auflistung von Bibliotheken der Niederlande. Zu den Organisationen gehören u. a. FOBID - Netherlands Library Forum, die Vereniging van Openbare Bibliotheken (VOB) und der Samenwerkingsverband van Universiteitsbibliotheken en de Koninklijke Bibliotheek (UKB).

## Bibliotheken nach Städten
Amsterdam
- Amsterdam: Openbare Bibliotheek Amsterdam
- Amsterdam: Universitätsbibliothek Amsterdam
- Amsterdam: Bibliotheca Rosenthaliana
- Amsterdam: Bibliothek Ets Haim
- Amsterdam: Bibliotheca Philosophica Hermetica
- Amsterdam und Leeuwarden: Internationaal Homo/Lesbisch Informatiecentrum en Archief (mit Bibliothek)

Den Haag
- Den Haag: Königliche Bibliothek der Niederlande
- Literaturhaus - Deutsche Bibliothek Den Haag

Groningen
- Groningen: Universitätsbibliothek Groningen

Leiden
- Leiden: Universitätsbibliothek Leiden

Rotterdam
- Rotterdam: Bibliothek Hector Hodler

Utrecht
- Utrecht: Universitätsbibliothek Utrecht

## Fachbibliotheken
- Den Haag: Bibliotheek van het Vredespaleis, Rechtsbibliothek im Friedenspalast
- Kunstbibliothek des Rijksmuseums Amsterdam
- Rotterdam: Bibliothek Hector Hodler

## Sakrale Bibliotheken
- Amsterdam: Bibliothek Ets Haim
- Amsterdam: Bibliotheca Philosophica Hermetica
- Amsterdam: Bibliotheca Rosenthaliana
- Zutphen: De Librije (Zutphen)

## Ehemalige Bibliotheken
- Amsterdam: Koninklijk Instituut voor de Tropen